# كايون سانت ماري باريش

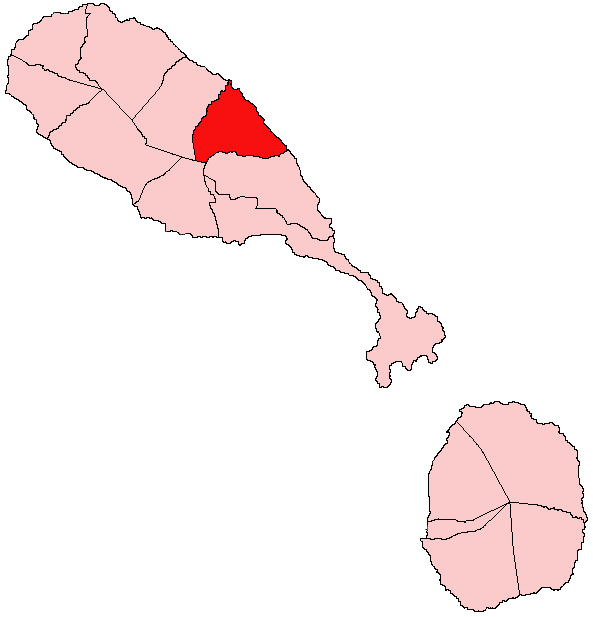
موقع أبراشية سانت ماري كايون

سانت ماري كايون هي واحدة من الأبرشيات 14 الإدارية التي تشكل سانت كيتس ونيفيس. وهي تقع على جزيرة سانت كيتس, تعتبر كايون المركز المالي للبلاد، وعاصمة الأبراشية.